# Redhead (comédie musicale)
Pour les articles homonymes, voir Redhead.
Redhead est une comédie musicale avec les musiques composées par Albert Hague et des paroles de Dorothy Fields, avec son frère Herbert sur un livret de Sidney Sheldon et David Shaw. Situé à Londres dans les années 1880, à l'époque de Jack l'Éventreur, la comédie musicale est un mystère meurtrier dans un musée de cire.

## Synopsis
Dans le Londres victorien, Essie Whimple travaille au Simpson Sisters Wax Museum, dirigé par ses deux tantes, tante Sarah et tante Maude. Ils montrent le meurtre de Ruth LaRue, une choriste américaine, au musée. Ils reçoivent la visite des collègues des femmes assassinées et de l'inspecteur White de Scotland Yard. Le notable parmi eux est Tom Baxter, un «homme fort». Essie, attirée par Tom, invente une histoire sur le fait de savoir qui est le tueur et simule une tentative d'assassinat. Elle se cache dans l'émission de Tom, et est transformée en «rousse».

## Productions
Herbert et Dorothy Fields ont écrit la comédie musicale, alors intitulée The Works for Beatrice Lillie. Lorsque Sidney Sheldon rejoint l'équipe de rédaction, elle a été réécrite pour Gwen Verdon, qui venait d'avoir deux succès à Broadway (Damn Yankees et New Girl in Town). Verdon pris le rôle titre à la condition que Bob Fosse soit à la fois metteur en scène et chorégraphe, lui faisant faire ses débuts en tant que metteur en scène,,. Selon Stanley Green, Verdon était à l'époque sous contrat avec les producteurs Robert Fryer et Lawrence Carr pour apparaître dans une comédie musicale écrite par David Shaw. Les producteurs ont résolu ce conflit en produisant Redhead et incluant David Shaw comme l'un des auteurs.
Redhead a ouvert ses portes à Broadway au 46th Street Theatre (maintenant connu sous le nom Richard Rodgers Theatre) le 5 février 1959 et a fermé le 19 mars 1960, après 452 représentations. Bob Fosse a mis en scène et chorégraphié. La conception des décors était de Rouben Ter-Arutunian et la conception de l'éclairage de Jean Rosenthal. Le spectacle a remporté le Tony Award de la meilleure comédie musicale. La comédie musicale a été présentée dans une brève tournée aux États-Unis après la fermeture à Broadway, avec Gwen Verdon et Richard Kiley. La tournée a commencé au Shubert Theatre, Chicago en mars 1960 et s'est terminée au Curran Theatre, San Francisco, Californie, en juin 1960.
Un an après la première de Broadway, une adaptation en langue espagnole a été produite à Mexico. La pelirroja a été joué par l'actrice Vilma González et l'acteur Armando Calvo, avec un jeune Plácido Domingo. La production a ouvert au Teatro de los Insurgentes le 11 février 1960.
Le Costa Mesa Playhouse à Costa Mesa, en Californie a présenté Redhead en juin 1981. Le groupe de reprises de comédies musicales 42nd Street Moon à San Francisco, a présenté un concert organisé de Redhead du 2 au 20 septembre 1998. Le Goodspeed Opera House, Connecticut, a présenté la comédie musicale de septembre à décembre 1998. Mis en scène par Christopher Ashley, le casting a présenté Valerie Wright dans le rôle d'Essie, Timothy Warmen (Tom), Marilyn Cooper (tante Maude) et Carol Morley (Tante Sarah).
Fin janvier et début février 2015, Theatre West à Hollywood, en Californie, a présenté des concerts-caritatifs de Redhead, mettant en vedette Lee Meriwether.

## Distribution originale de Broadway
- Essie Whimple - Gwen Verdon
- Tom Baxter - Richard Kiley
- Ruth LaRue - Pat Ferrier
- Howard Cavanaugh - William LeMassena
- Maude Simpson - Cynthia Latham
- Sarah Simpson - Doris Rich
- George Poppett - Leonard Stone
- Inspecteur White - Ralph Sumpter
- Mai - Joy Nichols
- Tilly - Pat Perrier
- Alfy - Lee Krirger
- Sir Charles Willingham - Patrick Horgan

## Numéros musicaux
| Acte 1 - The Simpson Sisters – chanteurs et danseurs - The Right Finger of My Left Hand – Essie Whimple - Just for Once – Essie Whimple, Tom Baxter et George Poppett - Merely Marvelous – Essie Whimple - The Uncle Sam Rag – George Poppett, chanteurs et danseurs - Erbie Fitch's Twitch – Essie Whimple - She's Not Enough Woman for Me – Tom Baxter et George Poppett - Behave Yourself – Essie Whimple, Maude Simpson, Sarah Simpson et Tom Baxter - Look Who's in Love – Essie Whimple et Tom Baxter - My Girl Is Just Enough Woman for Me – Tom Baxter et Passersby - Essie's Vision – Essie Whimple - Two Faces in the Dark – Essie Whimple, le Tenor, chanteurs et danseurs | Acte II - I'm Back in Circulation – Tom Baxter - We Loves Ya, Jimey – Essie Whimple, May, Tilly et les clients - Pick-Pocket Tango – Essie Whimple et Jailer - Look Who's in Love (Reprise) – Tom Baxter - I'll Try – Essie Whimple et Tom Baxter - Finale – Essie Whimple, Tom Baxter et la troupe |

## Récompenses et nominations

### Production originale de Broadway
| Année | Récompense | Catégorie                                          | Nomination           | Résultat   |
| ----- | ---------- | -------------------------------------------------- | -------------------- | ---------- |
| 1959  | Tony Award | Best Musical                                       | Best Musical         | Lauréat    |
| 1959  | Tony Award | Best Performance by a Leading Actor in a Musical   | Richard Kiley        | Lauréat    |
| 1959  | Tony Award | Best Performance by a Leading Actress in a Musical | Gwen Verdon          | Lauréat    |
| 1959  | Tony Award | Best Performance by a Featured Actor in a Musical  | Leonard Stone        | Lauréat    |
| 1959  | Tony Award | Best Choreography                                  | Bob Fosse            | Lauréat    |
| 1959  | Tony Award | Best Conductor and Musical Director                | Jay Blackton         | Nomination |
| 1959  | Tony Award | Best Costume Design                                | Rouben Ter-Arutunian | Lauréat    |